# Wellington (Illinois)
Wellington es una villa ubicada en el condado de Iroquois en el estado estadounidense de Illinois. En el Censo de 2010 tenía una población de 242 habitantes y una densidad poblacional de 338,54 personas por km².

## Geografía
Wellington se encuentra ubicada en las coordenadas 40°32′26″N 87°40′47″O / 40.54056, -87.67972. Según la Oficina del Censo de los Estados Unidos, Wellington tiene una superficie total de 0.71 km², de la cual 0.71 km² corresponden a tierra firme y (0%) 0 km² es agua.

## Demografía
Según el censo de 2010, había 242 personas residiendo en Wellington. La densidad de población era de 338,54 hab./km². De los 242 habitantes, Wellington estaba compuesto por el 100% blancos, el 0% eran afroamericanos, el 0% eran amerindios, el 0% eran asiáticos, el 0% eran isleños del Pacífico, el 0% eran de otras razas y el 0% pertenecían a dos o más razas. Del total de la población el 3.72% eran hispanos o latinos de cualquier raza.